# Torulmen in Buschdorf
Die Torulme(n) in Buschdorf sind ein Naturdenkmal in Gerickensberg im Ortsteil Buschdorf der Gemeinde Zechin.
Die Flatterulmen (Ulmus laevis Pall.) in Buschdorf wurden um das Jahr 1900 vom Gärtner Wilhelm Thorno (* um 1870) vor seinem Haus gepflanzt. Bei zwei von diesen verflocht er während des Wachstums Äste miteinander. Mittlerweile sind sie so ineinander gewachsen, dass sie wie ein organisch gewachsenes Gebilde wirken und einen Torbogen bilden. Weitere Ulmen, die vor dem Grundstück standen, sind nicht erhalten. Heute sind die Buschdorfer Torulmen offizielle Naturdenkmale des Landes Brandenburg.